# 장루이 베르디에
장루이 베르디에(프랑스어: Jean-Louis Verdier IPA: [ʒɑ̃lwi vɛʁdje], 1935년 2월 2일 ~ 1989년 8월 25일)는 프랑스의 수학자이다. 호몰로지 대수학과 대수기하학에 공헌하였다.

## 생애
1935년 2월 2일에 프랑스에서 태어났다. 이후 에콜 노르말 쉬페리외르에서 학사 학위를 취득하였으며, 1967년에 파리 대학교에서 알렉산더 그로텐디크 아래서 박사 학위를 취득하였다.
프랑스 5월 혁명을 계기로, 1970년에 파리 대학교는 13개의 대학들로 분할되었다. 베르디에는 파리 제11 대학(현 남파리 대학교 프랑스어: Université Paris-Sud)의 교수가 되었으며, 이후 파리 제7 대학(현재 파리 디드로 대학교 프랑스어: Université Paris-Diderot)의 교수가 되었다. 베르디에는 니콜라 부르바키의 회원으로 활발히 활동하였다.
1989년 8월 25일 54세의 나이에 별장 근처에서 교통 사고로 부인과 함께 사망하였다.:ix

## 참고 문헌
1. ↑  Babelon, Olivier; Cartier, Pierre; Kosmann-Schwarzbach, Yvette (1993). 〈Preface〉.   Babelon, Olivier; Cartier, Pierre; Kosmann-Schwarzbach, Yvette. 《Integrable systems. The Verdier memorial conference. Actes du Colloque international de Luminy》. Progress in Mathematics (영어) 115. Birkhäuser. doi:10.1007/978-1-4612-0315-5. ISBN 978-1-4612-6703-4.